# Френк Брюїн
Френк Брюїн (21 жовтня 1909 — 21 квітня 1976) — індійський хокеїст на траві.
Олімпійський чемпіон 1932 року.